# Sevtopolis Peak
Sevtopolis Peak är en bergstopp i Antarktis. Den ligger i Sydshetlandsöarna. Argentina, Chile och Storbritannien gör anspråk på området. Toppen på Sevtopolis Peak är 247 meter över havet.
Terrängen runt Sevtopolis Peak är kuperad åt sydost, men åt nordväst är den platt. Havet är nära Sevtopolis Peak åt nordväst. Trakten är glest befolkad. Närmaste befolkade plats är Maldonado Station, 7,2 kilometer öster om Sevtopolis Peak. 